# Gianfranco Pasquino
Gianfranco Pasquino (9 de abril de 1942 en Turín) es un politólogo italiano. Profesor emérito de Ciencia política de la Universidad de Bolonia. Profesor Adjunto at SAIS-Europe (Bologna). Estudió Ciencia Política en la Universidad de Turín, donde fue alumno de Norberto Bobbio, y se especializó en política comparada bajo la guía de Giovanni Sartori en la Universidad de Florencia. Ha realizado clases en las universidades de Florencia, Harvard, Universidad de California en Los Ángeles y la School of Advanced International Studies de Washington D. C. y ha sido Fellow de Christchurch y St 'Antony's at Oxford y de Clare Hall at Cambridge. Doctor honoris causa de las Universidades de Buenos Aires, La Plata, y Córdoba.
Fue editor del periódico "Il Mulino" entre 1980 y 1984, y de la "Rivista Italiana di Scienza Politica" entre 2001 y 2003. Fue Senador del Senado Italiano entre 1983 y 1992 y entre 1994 y 1996 por la Izquierda Independiente y la Alianza de los Progresistas, respectivamente. En 2005 fue elegido miembro de la Accademia Nazionale dei Lincei.
Desde 2020 es miembro del Grupo Científico de Justicia Penal Italiana, Europea e Internacional del Instituto Iberoamericano de Estudios Jurídicos – IBEROJUR (coordinadora Bruna Capparelli).